# Photo (filme)
Photo é um filme luso-francês do género drama, realizado e escrito por Carlos Saboga, e protagonizado por Anna Mouglalis, Simão Cayatte, Johan Leysen, Didier Sandre, Anabela Brígida, Ana Padrão, Marisa Paredes e Rui Morrison. Foi exibido no Festival de Roma a 13 de novembro de 2012 e no Lisbon & Estoril Film Festival a 17 de novembro do mesmo ano. Estreou-se em França a 10 de abril de 2013 e em Portugal a 9 de maio do mesmo ano.

## Elenco
- Anna Mouglalis como Elisa
- Johan Leysen como Tom
- Didier Sandre como Uriel
- Simão Cayatte como David
- Hélène Patarot como Maria
- José Neto como Martim
- Marisa Paredes como Pilar
- Rui Morrison como Fontana
- Ana Padrão como Inês
- Anabela Brígida como Odete